# Ruder-Verein Osterholz-Scharmbeck von 1901
Der Ruder-Verein Osterholz-Scharmbeck von 1901 e.V. (RV OSCH) ist ein Ruderverein im Landkreis Osterholz. Der RV OSCH ist Mitglied im Deutschen Ruderverband (DRV), im Landesruderverband Niedersachsen (LRVN), dem Kreissportbund Osterholz, dem Landessportbund Niedersachsen und dem Regattaverband Ems-Jade-Weser / Team NordWest e.V (RVEJW/TNW).

## Geschichte
Der Ruder-Verein Osterholz-Scharmbeck von 1901 e.V. wurde am 30. Januar 1901 überwiegend von Mitarbeitern der damaligen Frerichswerft gegründet. Der Gründungsvorstand bestand aus M. Bischoff, E. Wieting, R. Pröhl, C. Laue, E. Witte, C. Eickhoff, von Schuckmann.
Gemeinsam mit dem Ruderverein Leer, dem Oldenburger Ruderverein Oldenburg, dem Vegesacker Ruderverein und dem Wilhelmshavener Ruderclub gründete der RV OSCH am 30. Juli 1911 den Regattaverband Ems-Jade-Weser (heute: Regattaverband Ems-Jade-Weser / Team NordWest e.V.). Der RV OSCH schied 1945 aus dem Verband aus und trat erst im März 2022 erneut bei.
1920 wurde das bisher am Osterholzer Hafen befindliche Bootshaus an den heutigen Standort neben dem Lokal Tietjens Hütte verlegt. Das heute noch genutzte Bootshaus wurde 1959 und 1962 erbaut.
Nachdem man bereits 1910 erstmals die Einrichtung einer Frauenabteilung diskutiert hatte, wurde diese 1937 schließlich eingerichtet.
Der Boykott der Olympischen Spiele in Moskau 1980 traf die aus dem RV OSCH stammende Sabine Reuter, welche inzwischen für den Kölner Ruderverein von 1877 startete.
1981 fand erstmals die inzwischen überregional unter Wanderruderern und Kanuten bekannte Teufelsmoorrallye statt.
Mit dem für den Hannoverschen Ruder-Club von 1880 antretenden Roland Baar gewann 1992 bei den Olympischen Spielen in Barcelona erstmals ein Vereinsmitglied eine olympische Bronzemedaille im Achter. Bei den Olympischen Spielen in Atlanta gelang ihm 1996 sogar der Gewinn der olympischen Silbermedaille.

## Sportliche Erfolge

### Olympische Spiele
- Achter, Roland Baar (für den HRC startend), 1992, Barcelona, Bronzemedaille[9]
- Achter, Roland Baar (für den HRC startend), 1996, Atlanta, Silbermedaille[10]

### Weltmeisterschaften
- Achter, Roland Baar (für den HRC startend), 1989, Bled, Goldmedaille[11]
- Achter, Roland Baar (für den HRC startend), 1990, Tasmanien, Goldmedaille[12]
- Achter, Roland Baar (für den HRC startend), 1991, Wien, Goldmedaille[13]
- Achter, Roland Baar (für den HRC startend), 1993, Račice u Štětí, Goldmedaille[14]
- Achter, Roland Baar (für den HRC startend), 1995, Tampere, Goldmedaille[15]

### Deutsche Jugendmeisterschaften (U19)
- Leichtgewichts-Einer, Lucy Schott, 2011, Brandenburg, Bronzemedaille[16]

### Deutsche Jahrgangsmeisterschaften (U23)
- Vierer mit Steuermann, W. Abt, E. Cronjäger, R. Birn, R. Jaursch, Stm. M. Schwammberger, 1965, Mannheim, Bronzemedaille[17]
- Leichtgewichts-Vierer mit Steuermann, U. Giese, H. von Randow, K. Lilienthal, G. Kühn, Stm. F. Hermann, 1971, Hannover, Bronzemedaille[18]
- Einer, Sabine Reuter, 1975, Hannover, Goldmedaille[19]

### Bundeswettbewerbe der Jungen und Mädchen (U15)
- Jungen-Einer 13 Jahre, K. Hein, 1973, Hamburg, 1. Platz[20]
- Leichtgewichts-Doppelzweier 13 Jahre, Roland Baar, Michael Kröncke, 1978, Bad Waldsee, 1. Platz[21]

### Deutsche Ruderergometermeisterschaften
- Junioren B Leichtgewicht, Henning Licht, 2022, online, Bronzemedaille[22]

### Deutsche Sprintmeisterschaften
- Juniorinnen Doppelvierer mit Steuerfrau Altersklasse B, Noor Overbeeke (für den RVEJW/TNW startend), 2023, Heidelberg, Bronzemedaille[23]